# Alison Sudol
Alison Loren Sudol (Seattle, 23 december 1984) is een Amerikaans singer-songwriter en actrice. Haar muziek valt onder de categorie indie/alternatieve rock. Ze speelt tevens in de filmcyclus Fantastic Beasts als Queenie Goldstein.
Toen Sudol vijf jaar was scheidden haar ouders (beiden docent drama) en verhuisde zij met haar moeder naar Los Angeles.
Als jong meisje hield ze al heel veel van de boeken van C.S. Lewis, E.B. White, Lewis Carroll en Charles Dickens en ze begon ook zelf te schrijven. Ook leerde ze zichzelf pianospelen en begon te componeren. Ze stuurde een demo op naar verschillende platenmaatschappijen en kreeg een platencontract aangeboden door Capitol Records. Hieruit ontstond haar debuutalbum One Cell In The Sea, dat op 17 juli 2007 uitkwam. Van dit album zijn inmiddels 300.000 exemplaren verkocht.

## Discografie

### Als A Fine Frenzy
- One Cell in the Sea (2007)
- Bomb in a Birdcage (2009)
- Oh Blue Christmas (2009) - ep
- Live at the House of Blue, Chicago (2009) - livealbum
- Pines (2012)

### Als Alison Sudol
- Moon (2018) - ep
- Moonlite (2019) - ep